# Чарівник зелених пагорбів
«Чарівник зелених пагорбів» (англ. The Green Magician) — фантастична повість Лайона Спрег де Кемпа та Флетчера Претта в жанрі «гумористичне фентезі». П'ята повість циклу про Гарольда Ши. Була опублікована в листопаді 1954 року журналом Beyond Fiction.

## Сюжет
Гарольд Ши та його дружина Бельфеба намагалися врятувати колегу Ши Уолтера Байярда та поліцейського Піта Бродського зі світу «Занаду» Колріджа. Завдяки професійній допомозі чарівника з «Калевали» їм вдалося повернути своїх друзів, але Байярд ненавмисно переніс їх у світ ірландських міфів. Проте сам Байярд, схоже, загубився при перенесенні.
Ці троє зустрічають ірландського героя Кухуліна, який незабаром виявляє інтерес до Бельфеби. Усвідомлюючи, що місцеві звичаї можуть змусити його розділити свою дружину з господарем, Гарольд намагається повернутися до їхнього рідного всесвіту, але його зупиняє небажання Бродського йти. Піту подобається ця версія Ірландії, особливо після того, як йому вдалося перемогти одного з місцевих бардів у співочому конкурсі. Натомість мандрівники втягуються в суперечку Кухуліна з Айлілом і Медб, королем і королевою Коннахту.
Врешті-решт Ши все-таки вдається перенести їх додому.
Доля Уолтера Байярда залишається нерозкритоюою і остаточно описується в пізнішій історії «Сер Гарольд і король гномів».